# Geoff Zanelli
Geoff Zanelli (Westminster, 28 september 1974) is een Amerikaans filmcomponist.
Zanelli studeerde af aan de Berklee College of Music in Boston en begon zijn carrière als gitarist en songwriter. Sinds 1994 werkt Zanelli bij Remote Control Productions, eerst als geluidsingenieur en als additioneel componist voor Hans Zimmer, Klaus Badelt, Harry Gregson-Williams en John Powell. In 2003 schreef hij mee met Badelt en Zimmer aan het nummer "He's a Pirate" voor de film Pirates of the Caribbean: The Curse of the Black Pearl. Zijn eerste grote opdracht als hoofdcomponist was de filmmuziek voor de film Secret Window, die hij samen met Philip Glass schreef. Deze film werd geregisseerd door David Koepp. Ook had hij met Koepp een samenwerking in 2008 met de film Ghost Town en in 2015 met de film Mortdecai.  Hij won in 2006 een Emmy Award met de miniserie Into the West in de categorie 'Outstanding Music Composition for a Miniseries, Movie or a Special (Original Dramatic Score). Zanelli woont in Californië met zijn vrouw en dochter.

## Filmografie
| Jaar | Titel                                                                                    | Opmerkingen         |
| ---- | ---------------------------------------------------------------------------------------- | ------------------- |
| 2004 | Secret Window                                                                            | met Philip Glass    |
| 2004 | House of D                                                                               |                     |
| 2007 | Distrurbia                                                                               |                     |
| 2007 | Hitman                                                                                   |                     |
| 2008 | Delgo                                                                                    |                     |
| 2008 | Outlander                                                                                |                     |
| 2008 | Ghost Town                                                                               |                     |
| 2009 | Gamer                                                                                    | met Robb Williamson |
| 2011 | You May Not Kiss the Bride                                                               |                     |
| 2011 | Beneath the Darkness                                                                     |                     |
| 2012 | Should've Been Romeo                                                                     |                     |
| 2012 | The Odd Life of Timothy Green                                                            |                     |
| 2013 | Last I Heard                                                                             |                     |
| 2013 | Louder Than Words                                                                        |                     |
| 2014 | School Dance                                                                             |                     |
| 2015 | The Scorpion King 4: Quest for Power                                                     |                     |
| 2015 | Mortdecai                                                                                | met Mark Ronson     |
| 2015 | No Stranger Than Love                                                                    |                     |
| 2016 | Bling                                                                                    |                     |
| 2016 | Masterminds                                                                              |                     |
| 2017 | The Ottoman Lieutenant                                                                   |                     |
| 2017 | Pirates of the Caribbean: Dead Men Tell No Tales (alternatieve titel: Salazar's Revenge) |                     |
| 2018 | Traffik                                                                                  |                     |
| 2018 | Christopher Robin (Nederlands: Janneman Robinson & Poeh)                                 | met Jon Brion       |
| 2019 | The Intruder                                                                             |                     |
| 2019 | Red Shoes and the Seven Dwarfs                                                           |                     |
| 2019 | Black and Blue                                                                           |                     |
| 2019 | Maleficent: Mistress of Evil                                                             |                     |
| 2020 | You Should Have Left                                                                     |                     |
| 2020 | Fatale                                                                                   |                     |
| 2021 | The House Next Door: Meet the Blacks 2                                                   |                     |

## Overige producties

### Computerspellen
| Jaar | Titel                                                | Opmerkingen       |
| ---- | ---------------------------------------------------- | ----------------- |
| 2004 | Champions of Norrath: Realms of Everquest            |                   |
| 2009 | Call of Duty: Modern Warfare Mobilized               |                   |
| 2010 | Call of Duty: Black Ops                              | met Sean Murray   |
| 2011 | Call of Duty:Call of Duty: Modern Warfare 3 Defiance |                   |
| 2018 | Star Citizen                                         | met Pedro Camacho |

### Televisiefilms
| Jaar | Titel              | Opmerkingen |
| ---- | ------------------ | ----------- |
| 2013 | Killing Kennedy    |             |
| 2013 | Chrismas in Conway |             |

### Televisieseries
| Jaar | Titel              | Opmerkingen                               |
| ---- | ------------------ | ----------------------------------------- |
| 2000 | ESPN SportsCentury | documentaire, 2000-2003                   |
| 2005 | Into the West      | miniserie                                 |
| 2010 | The Pacific        | miniserie, met Hans Zimmer en Blake Neely |
| 2022 | The First Lady     |                                           |

### Korte films
| Jaar | Titel                  | Opmerkingen |
| ---- | ---------------------- | ----------- |
| 2001 | Feast                  |             |
| 2008 | Fold                   |             |
| 2010 | Navy 3D                |             |
| 2011 | A Warrior's Journey 3D |             |
| 2014 | A Boy's Life           |             |
| 2017 | His Lover              |             |

### Additionele muziek
Geoff Zanelli componeerde ook aanvullende muziek voor andere componisten zoals:
| Jaar | Titel                                                  | Opmerkingen                                |
| ---- | ------------------------------------------------------ | ------------------------------------------ |
| 1998 | Antz                                                   | voor Harry Gregson-Williams en John Powell |
| 2000 | Chicken Run                                            | voor Harry Gregson-Williams en John Powell |
| 2001 | Hannibal                                               | voor Hans Zimmer                           |
| 2001 | Pearl Harbor                                           | voor Hans Zimmer                           |
| 2002 | The Time Machine                                       | voor Klaus Badelt                          |
| 2002 | K-19: The Widowmaker                                   | voor Klaus Badelt                          |
| 2002 | Equilibrium                                            | voor Klaus Badelt                          |
| 2003 | Pirates of the Caribbean: The Curse of the Black Pearl | voor Klaus Badelt en Hans Zimmer           |
| 2003 | Veronica Guerin                                        | voor Harry Gregson-Williams                |
| 2003 | Matchstick Men                                         | voor Hans Zimmer                           |
| 2003 | The Last Samurai                                       | voor Hans Zimmer                           |
| 2004 | Catwoman                                               | voor Klaus Badelt                          |
| 2004 | Shark Tale                                             | voor Hans Zimmer                           |
| 2006 | Pirates of the Caribbean: Dead Man's Chest             | voor Hans Zimmer                           |
| 2007 | Pirates of the Caribbean: At World's End               | voor Hans Zimmer                           |
| 2008 | Madagascar: Escape 2 Africa                            | voor Hans Zimmer en will.i.am              |
| 2009 | Angels and Demons                                      | voor Hans Zimmer                           |
| 2010 | Clash of the Titans                                    | voor Ramin Djawadi                         |
| 2011 | Rango                                                  | voor Hans Zimmer                           |
| 2011 | Pirates of the Caribbean: On Stranger Tides            | voor Hans Zimmer                           |
| 2013 | The Lone Ranger                                        | voor Hans Zimmer                           |
| 2017 | Justice League                                         | voor Danny Elfman                          |

## Prijzen en nominaties

### Emmy Awards
| Jaar | Titel         | Categorie                                                                           | Uitslag     |
| ---- | ------------- | ----------------------------------------------------------------------------------- | ----------- |
| 2006 | Into the West | Beste compositie voor een miniserie, film of special (originele dramatische muziek) | Gewonnen    |
| 2010 | The Pacific   | Beste compositie voor een miniserie, film of special, voor "Part 10"                | Genomineerd |

## Hitlijsten

### Albums
| Album met hitnotering(en) in de Vlaamse Ultratop 200 albums | Datum van verschijnen | Datum van binnenkomst | Hoogste positie | Aantal weken | Opmerkingen |
| ----------------------------------------------------------- | --------------------- | --------------------- | --------------- | ------------ | ----------- |
| Pirates of the Caribbean: Dead Men Tell No Tales            | 26-05-2017            | 03-06-2017            | 53              | 5            | soundtrack  |